# Valdenir da Silva Vitalino
Valdenir da Silva Vitalino (* 21. Februar 1977 in Barra Mansa) ist ein ehemaliger brasilianischer Fußballspieler.

## Karriere
2003 unterschrieb er einen Vertrag beim Erstligisten CR Vasco da Gama. 2004 wechselte er zu CR Flamengo und erreichte er mit dem Verein das Finale des Copa do Brasil 2004. 2005 wechselte er zum südkoreanischen FC Seoul. 2006 kehrte er nach Brasilien zurück und unterschrieb einen Vertrag bei AA Ponte Preta. 2007 wechselte er zum japanischen Zweitligisten Tokushima Vortis. Von 2009 bis 2010 spielte er bei AD Cabofriense und Macaé Esporte FC.